# Szkoła Baletowa w Krakowie
Szkoła Baletowa w Krakowie – szkoła artystyczna powstała na bazie założonego w 1949 roku Społecznego Ogniska Baletowego funkcjonującego w Krakowie przy ul. Reya 23, od roku 1976/77 będącego Społeczną Szkołą Baletową Towarzystwa Muzycznego. Od roku 1998 zarejestrowana w Ministerstwie Kultury i Sztuki Warszawie, jako samodzielna szkoła niepubliczna o profilu artystycznym pod nazwą Szkoła Baletowa. Od roku 2000 szkoła funkcjonuje jako Fundacja Edukacji Artystycznej pod kierownictwem Ewy Hełbickiej i Marty Mirockiej.
Z wcześniejszej swej siedziby na ul. Łobzowskiej 22 szkoła przeniosła się w 2002 na ul. Łąkową 31.
Szkoła od września 2017 roku została przeniesiona na ul. Jachowicza 5 (Budynek Gimnazjum numer 7).